# Belan-sur-Ource
Belan-sur-Ource és un municipi francès, situat al departament de la Costa d'Or i a la regió de Borgonya - Franc Comtat. L'any 2007 tenia 265 habitants.

## Demografia

### Població
El 2007 la població de fet de Belan-sur-Ource era de 265 persones. Hi havia 108 famílies, de les quals 28 eren unipersonals (20 homes vivint sols i 8 dones vivint soles), 36 parelles sense fills, 24 parelles amb fills i 20 famílies monoparentals amb fills.
La població ha evolucionat segons el següent gràfic:
Habitants censats

### Habitatges
El 2007 hi havia 156 habitatges, 109 eren l'habitatge principal de la família, 32 eren segones residències i 15 estaven desocupats. 154 eren cases i 1 era un apartament. Dels 109 habitatges principals, 72 estaven ocupats pels seus propietaris, 35 estaven llogats i ocupats pels llogaters i 2 estaven cedits a títol gratuït; 6 tenien dues cambres, 15 en tenien tres, 27 en tenien quatre i 61 en tenien cinc o més. 76 habitatges disposaven pel capbaix d'una plaça de pàrquing. A 50 habitatges hi havia un automòbil i a 41 n'hi havia dos o més.

### Piràmide de població
La piràmide de població per edats i sexe el 2009 era:
| Homes | Edats   | Dones |
| ----- | ------- | ----- |
| 0     | 95 o +  | 0     |
| 0     | 90 a 94 | 0     |
| 0     | 85 a 89 | 0     |
| 4     | 80 a 84 | 0     |
| 8     | 75 a 79 | 16    |
| 8     | 70 a 74 | 12    |
| 0     | 65 a 69 | 8     |
| 8     | 60 a 64 | 4     |
| 0     | 55 a 59 | 4     |
| 12    | 50 a 54 | 0     |
| 16    | 45 a 49 | 16    |
| 20    | 40 a 44 | 8     |
| 12    | 35 a 39 | 20    |
| 4     | 30 a 34 | 8     |
| 4     | 25 a 29 | 4     |
| 8     | 20 a 24 | 12    |
| 12    | 15 a 19 | 8     |
| 16    | 10 a 14 | 4     |
| 8     | 5 a 9   | 24    |
| 4     | 0 a 4   | 0     |

## Economia
El 2007 la població en edat de treballar era de 158 persones, 119 eren actives i 39 eren inactives. De les 119 persones actives 103 estaven ocupades (56 homes i 47 dones) i 16 estaven aturades (10 homes i 6 dones). De les 39 persones inactives 10 estaven jubilades, 14 estaven estudiant i 15 estaven classificades com a «altres inactius».

### Ingressos
El 2009 a Belan-sur-Ource hi havia 115 unitats fiscals que integraven 270 persones, la mediana anual d'ingressos fiscals per persona era de 14.468 €.

### Activitats econòmiques
Dels 11 establiments que hi havia el 2007, 1 era d'una empresa de fabricació d'altres productes industrials, 3 d'empreses de construcció, 1 d'una empresa de comerç i reparació d'automòbils, 1 d'una empresa d'hostatgeria i restauració, 1 d'una empresa financera, 1 d'una empresa immobiliària i 3 d'empreses de serveis.
Dels 4 establiments de servei als particulars que hi havia el 2009, 2 eren paletes, 1 guixaire pintor i 1 restaurant.
L'any 2000 a Belan-sur-Ource hi havia 9 explotacions agrícoles que ocupaven un total de 1.620 hectàrees.

## Equipaments sanitaris i escolars
El 2009 hi havia una escola elemental integrada dins d'un grup escolar amb les comunes properes formant una escola dispersa.

## Poblacions més properes
El següent diagrama mostra les poblacions més properes.